# Hajs sjö
Hajs sjö är en sjö i Ale kommun i Västergötland och ingår i Göta älvs huvudavrinningsområde. Sjön har en area på 0,076 kvadratkilometer och ligger 0,3 meter över havet. Hajs sjö ligger vid Alvhem nära Göta älv.

## Delavrinningsområde
Hajs sjö ingår i det delavrinningsområde (643436-128239) som SMHI kallar för Namn saknas. Medelhöjden är 40 meter över havet och ytan är 26,61 kvadratkilometer. Räknas de 3130 avrinningsområdena uppströms in blir den ackumulerade arean 47 725,29 kvadratkilometer. Avrinningsområdets utflöde Göta älv (Röa) mynnar i havet. Avrinningsområdet består mestadels av skog (38 procent), öppen mark (15 procent) och jordbruk (39 procent). Avrinningsområdet har 1,34 kvadratkilometer vattenytor vilket ger det en sjöprocent på 5 procent. Bebyggelsen i området täcker en yta av 0,5 kvadratkilometer eller 2 procent av avrinningsområdet.